# ドイツ神秘主義
ドイツ神秘主義またはドイツ（ゲルマン）神秘思想は、12世紀から14世紀にかけてキリスト教内で顕著に見られるようになった観想と神秘体験に特徴をもつ宗教思想。またそれを著した説教や神学書をもいう。我性を捨てる放下とそれによる神との合一や、精神（魂）の観照を中心的概念とする。ドイツというよりはゲルマン言語圏の思想、宗教的潮流である。14世紀にはライン川流域で大きな影響をもったが、ゲルマン言語圏全体に広く影響を与えた。
おもにドミニコ会士マイスター・エックハルト（Meister Eckhart,1260年頃-1327/28）の影響が強いとされるが、エックハルトの直接の弟子であったヨハネス・タウラー（Johannes Tauler,1300年頃-1361）やハインリヒ・ゾイゼ (Heinrich Seuse,1295/1300年-1366）を除けば、はっきりとした思想的系譜ではなく、むしろ個別に発生したゲルマン精神の霊的流れを総称する文脈でつかわれることが多い。エックハルトの同時代にはベギン会、自由神霊運動などがあり、これへの影響も指摘されている。またヒルデガルト・フォン・ビンゲンのような女性の瞑想家もドイツ神秘主義に含むことが多い。
宗教改革以前に始まった潮流であるため、カトリック教会内に起原を持つにもかかわらず、ルター派の一部に強い影響を与えた。